# Mario Sperone
Mario Sperone est un footballeur et entraîneur italien né le 1er juillet 1905 à Priocca et mort le 18 décembre 1975 à Turin. Il joue comme milieu de terrain et effectue l'essentiel de sa carrière au Torino.

## Biographie

### En club
Milieu de terrain de formation, Mario Sperone débute au Torino, où il passe l'intégralité de sa carrière de joueur. Il fait ses débuts en équipe première le 10 février 1924 lors d'une victoire 5-0 contre Novese. Il est sacré champion d'Italie en 1926-1927 (titre révoqué) et en 1927-1928. Son dernier match de joueur a lieu le 29 mai 1932 lors d'une défaite 6-1 contre le Milan AC.

### En sélection
Mario Sperone compte 2 sélections avec l'équipe d'Italie en 1927 lors de deux matchs amicaux. Il joue un match contre le Portugal (victoire 3-1) et contre la France (match nul 3-3),.

### Entraîneur
Après sa carrière de joueur, Mario Sperone se tourne vers l'entraînement. Il commence comme entraîneur principal au Torino en 1938, puis occupe le poste d'entraîneur adjoint les deux saisons suivantes sous les ordres de Ernest Erbstein, de Tony Cargnelli (en) et de  András Kuttik (en). Après la guerre, il mène Alessandria au titre en 1946 en Serie B-C Alta Italia.
De retour au Torino pour la saison 1947-1948, Sperone réalise l'exploit de remporter le championnat d'Italie avec 16 points d'avance, son équipe surnommée alors le Grande Torino marquant 125 buts en 40 matchs.
Sperone poursuit sa carrière d’entraîneur en dirigeant plusieurs clubs italiens, notamment la Lazio, l'AC Milan, et Palerme. Il conclut sa carrière d'entraîneur avec un dernier passage à Alessandria en 1957, quittant son poste en cours de saison.

## Palmarès

### Joueur
Torino
- Championnat d'Italie :
  - Vainqueur : 1927-1928

### Entraîneur
Torino
- Championnat d'Italie :
  - Vainqueur : 1947-1948

 AC Milan
- Coupe latine :
  - Finaliste : 1953.